# Modwheelmood
Modwheelmood (также пишется ModWheelMood или modwheelmood, аббревиатура MWM) — группа из Лос-Анджелеса, Калифорния. Сформирована Алессандро Кортини (Nine Inch Nails) и бывшим гитаристом Abandoned Pools Пеле Хиллстромом в 1998.

## История
Группа Modwheelmood была сформирована в 1998 году. Первоначально это был проект Gift, но после музыкальных экспериментов Кортини и его сотрудничества с Хиллстромом проект перерос в полноценный музыкальный коллектив.

## Влияния
Кортини с ранних лет проявлял интерес к музыке, из исполнителей, оказавших влияние на его музыкальные вкусы, он выделяет The Beatles, Кэта Стивенса, Франческо Де Грегори, Depeche Mode, Alva Noto и Брайана Ино.Хиллстром же занимался музыкой, «днём играя на саксофоне в джазовых оркестрах, а по вечерам изучая риффы Iron Maiden». Он переехал в США, чтобы всерьез заняться музыкой. Стиль его игры на гитаре часто сравнивают со стилем Джонни Гринвуда, соло-гитариста Radiohead.

## Характеристика
Buddyhead Records, лейбл Аарона Норта, описывает звучание MWM как «альтернативную поп-электронику».

## Дискография
- 2003: ? (EP)
- 2006: Enemies & Immigrants (EP)
- 2007: Things Will Change (сборник ремиксов на Enemies & Immigrants, доступен только в цифровом формате)
- 2007: Pearls to Pigs, Vol. 1 (доступен только в цифровом формате)
- 2008: Pearls to Pigs, Vol. 2 (доступен только в цифровом формате)
- 2008: Pearls to Pigs, Vol. 3 (доступен только в цифровом формате)

### Ремиксы
- 2007: «The Great Destroyer» (Nine Inch Nails) на альбоме Year Zero Remixed
- 2008: «Ghosts (Modwheelmood Mix)» (Ladytron) на альбоме-сингле Ghosts
- 2010: «Adore Adore» и «Beautiful Lie» (Yoav) на Charmed & Rearranged (EP) 2008

## Сайты
- Официальный сайт
- Официальные форумы
- Официальная страница Modwheelmood (англ.) на сайте Myspace
- Modwheelmood на сайте Discogs
- From Italy To Rock Stardom- интервью с Алессандро Кортини